# Martí Solé Irla
Martí Solé Irla (Puigcerdà, Baixa Cerdanya, 23 de gener de 1954) és un col·leccionista català centrat en la història de la Cerdanya, sobretot de Puigcerdà.
Al llarg dels anys ha realitzat diferents treballs de recerca històrica que ha publicat tant com a autor com en col·laboració amb altres historiadors. Principalment, ha estudiat diferents aspectes segle xix. El 2008, juntament amb l'arxiver Sebastià Bosom i Isern, participà en la creació de Puigcerdà Petjades culturals, una ruta uneix tretze edificis i espais d'interès històric de la vila. Com a complement, es publicà un mapa i una guia. També ha publicat en revistes especialitzades com ara Ceretania Quaderns d'Estudis Cerdans i segueix publicant en la revista Cadí-Pedraforca. El 2018 es va inaugurar l'exposició conjunta amb Joaquim Bosom "De les miniatures a les nadales" al Museu Cerdà de Puigcerdà.

## Obres
- Per una bibliografia extensa vegeu: «Solé i Irla, Martí». WorldCat Identities.  OCLC.

## Premis i reconeixements
- 2009 - Premi honorífic del Roser de Puigcerdà, per la seva trajectòria en el món de la cultura.[10]
- 2024 - Premi Josep Ma. Martí - Vila de Puigcerdà, per la seva tasca divulgadora i investigadora sobre la història de la Cerdanya i de Puigcerdà i per la seva col·laboració en multitud de projectes culturals.[11]